# Hedypathes
Hedypathes is een kevergeslacht uit de familie van de boktorren (Cerambycidae). De wetenschappelijke naam van het geslacht werd voor het eerst geldig gepubliceerd in 1864 door Thomson.

## Soorten
Hedypathes omvat de volgende soorten:
- Hedypathes betulinus (Klug, 1825)
- Hedypathes curvatocostatus Aurivillius, 1924
- Hedypathes monachus (Erichson, 1848)